# Paulinus av Nola
Paulinus av Nola, Pontius Meropius Anicius Paulinus, född cirka 354 i Bordeaux, död 22 juni 431 i Nola, var en romersk senator som omvände sig till kristendomen och blev munk. Paulinus hade studerat retorik och poetik för poeten Decimus Magnus Ausonius. Paulinus valdes till biskop av Nola år 409.